# Sant Vicenç de Castellbell
Sant Vicenç de Castellbell és una església de Castellbell i el Vilar (Bages) inclosa a l'Inventari del Patrimoni Arquitectònic de Catalunya.

## Descripció
És una església d'una sola nau que té a cada costat un adossat d'època posterior. El cos central és molt més ample i alt que els laterals i s'hauria de situar molt al final del romànic. La porta té forma rectangular i és adovellada. En la façana principal s'obren dos ulls de bou. Al cantó de migdia s'alça el campanar, de torre, i porta la data de 1792. La teulada és de doble vessant i feta de teules. Els carreus del cos central estan força ben col·locats i estan disposats en filades; els dels laterals, en canvi, estan disposats més irregularment.
Presenta l'estructura típica de les esglésies barroques: nau central ampla, un corredor estret al costat esquerre i capelles (dues en concret) al cantó dret. Està coberta amb volta de canó reforçada amb 4 arcs torals que es recolzen en unes petites mènsules a la paret. El presbiteri està lleugerament enlairat, precedit per tres graons. En conjunt l'església és força fosca.

## Història
Està situada en l'antic terme del castell de Castellbell, sota el cingle que envolta el castell. El lloc de Castellbell és documentat des del 924 i l'església no surt documentada fins abans del 1154, en què figura com a parròquia; ara bé, solament apareix el nom del lloc (Castel Bel) i no l'advocació, de forma que no es pot saber si la referència parroquial correspon a aquesta església o a Santa Maria del Vilar. En estudis posteriors s'ha pogut determinar amb certesa que l'església parroquial era de la Santa Maria de Castellbell, avui anomenada del Vilar, i no la de Sant Vicenç. la base d'aquesta afirmació es troba en la visita pastoral que el bisbe Galzaeran Sacosta realitzà l'any 1331 a la parròquia de S.Mª de Castellbell. No obstant, el 1685 les funcions parroquials s'havien traslladat a S.Vicenç, encara que el rector seguia vivint a la rectoria del Vilar, convertida en sufragània. Fou el 1958 que S.Mª del Vilar fou elevada novament a parròquia.